# Heraclia geryon
Heraclia geryon is een vlinder uit de familie uilen (Noctuidae). De wetenschappelijke naam van deze soort is voor het eerst geldig gepubliceerd in 1781 door Fabricius.
De soort komt voor in tropisch Afrika.